# Агра (провинция Варесе)
А́гра (итал. Agra) — коммуна в Италии, располагается в провинции Варезе области Ломбардия.
По данным Национального института статистики, население коммуны составляет, на 01.01.2023 года, 393 человек, плотность населения ─ 140,59 чел./км². Площадь коммуны составляет 2,80 км². Почтовый индекс — 21010. Телефонный код — 0332.
Покровителем коммуны почитается святой Евсевий из Верчелли, празднование 2 августа.

## Демография
Динамика населения (по данным ISTAT):